# Santa Monica (Surigao del Norte)
Santa Monica (Bayan ng Santa Monica) är en kommun i Filippinerna. Kommunen ligger på ön Mindanao, och tillhör provinsen Surigao del Norte. Folkmängden uppgår till 7 757 invånare.
Santa Monica är indelat i 11 barangayer.